# Сјур Хансен Халкједсвик
Сјур Хансен Халкједсвик (1787-?) је био норвешки политичар.
Изабран је за члана норвешког парламента 1830. године, и представљао је округ Мере ог Ромсдал из западног дела Норвешке. Поново је био изабран 1848. године, пошто је био заменик представника 1845. године. Био је фармер.